# Церковь Георгия Победоносца (Питешти)
Церковь Георгия Победоносца (рум. Biserica Sfântul Gheorghe) — храм Румынской Православной церкви, расположенный в городе Питешти на юге Румынии.
Исторический и архитектурный памятник XVII века, одно из старейших зданий в городе. Был построен в 1656 году правителем Константином Щербаном. Здание церкви позднее перестраивалось в 1848, 1869, 1876 и 1902 годах.
В настоящее время храм действует, в нём служат четыре священника.

## Галерея

Георгиевский храм в Питешти.
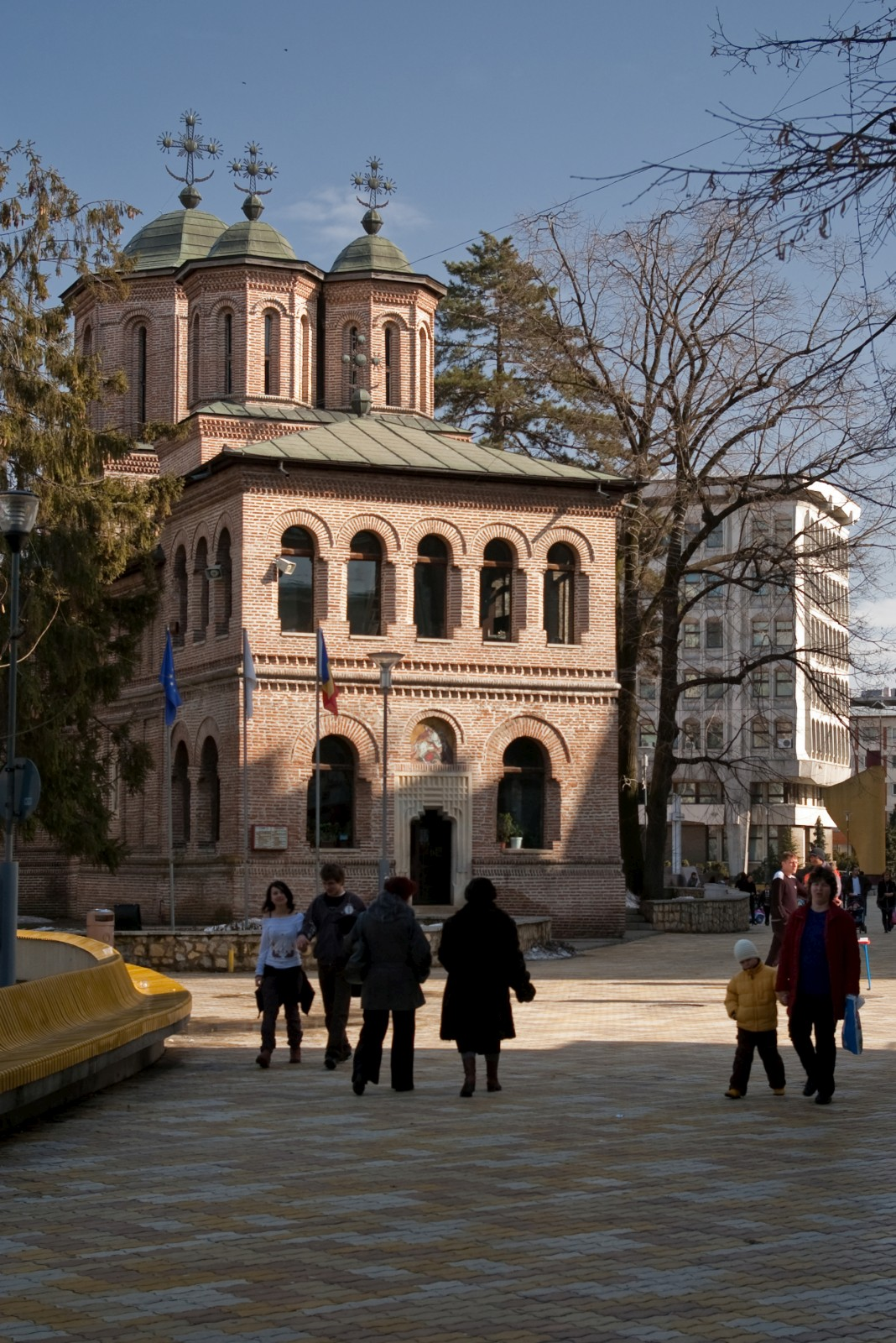
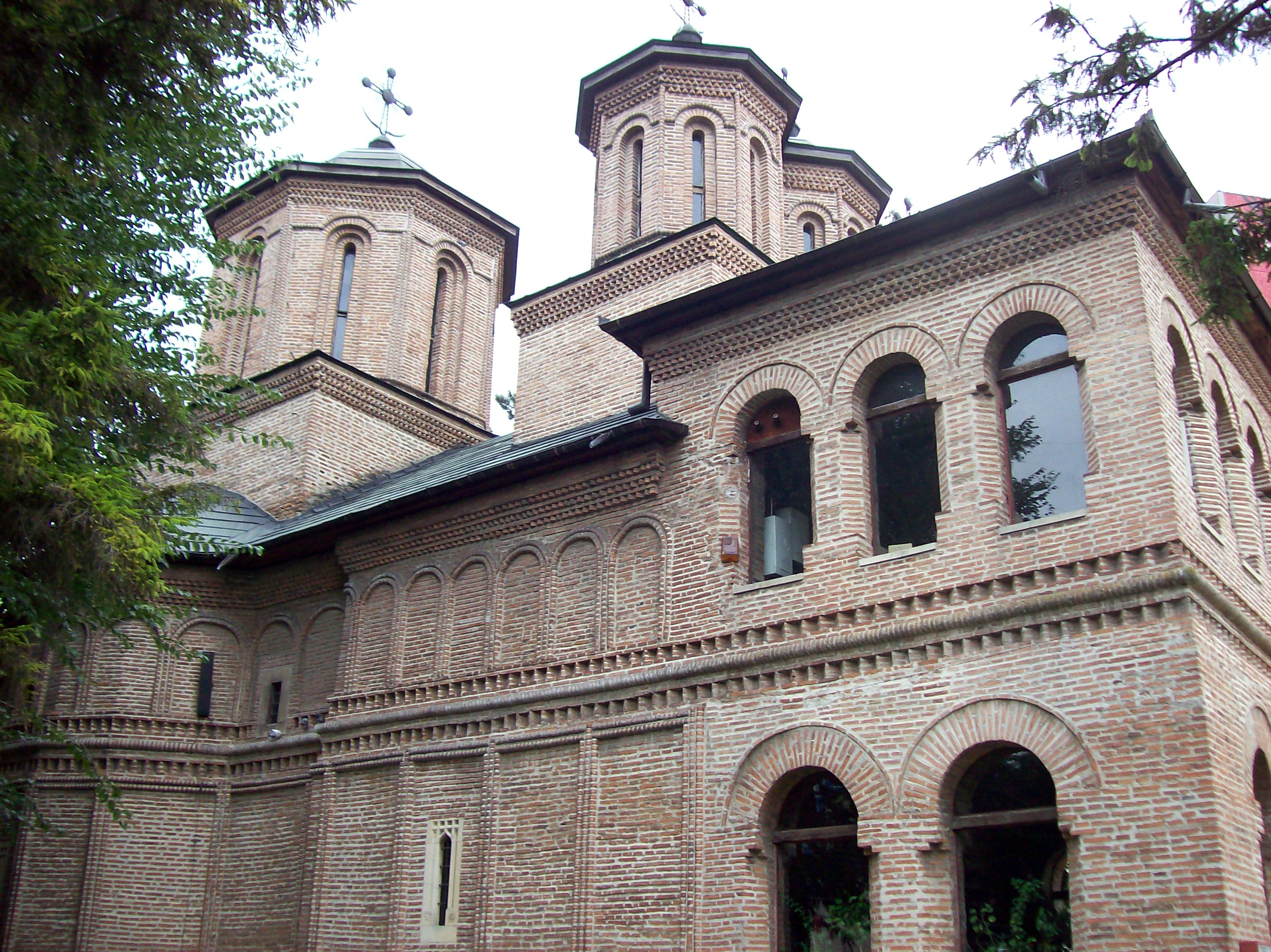
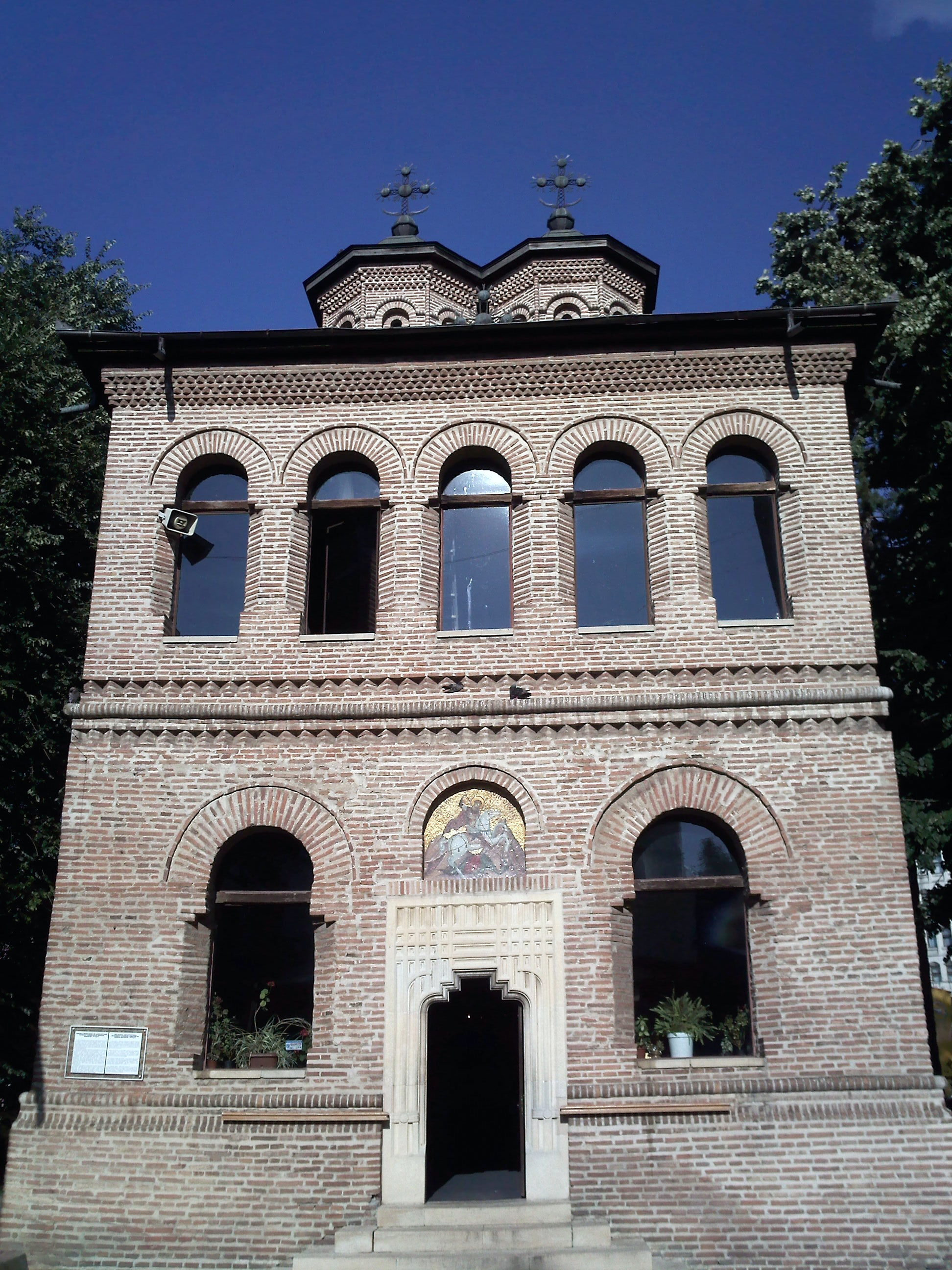